# For My Friends
For My Friends es el cuarto álbum de estudio de la banda estadounidense de rock alternativo Blind Melon, lanzado al mercado el 22 de abril de 2008. Es el primer álbum de la banda en doce años, después de reclutar al nuevo vocalista Travis Warren desde la muerte del anterior cantante Shannon Hoon.

## Lista de canciones
1. "For My Friends" — 2:46
2. "With the Right Set of Eyes" — 3:45
3. "Wishing Well" — 4:15
4. "Sometimes" — 4:10
5. "Tumblin' Down" — 3:16
6. "Down On the Pharmacy" — 4:18
7. "Make a Difference" — 3:55
8. "Harmful Belly" — 3:56
9. "Last Laugh" — 4:07
10. "Hypnotized" — 4:10
11. "Father Time" — 3:51
12. "So High" — 3:38
13. "Cheetum Street" — 4:14

## Personal
- Travis Warren - voz, guitarra acústica
- Christopher Thorn - guitarra rítmica
- Rogers Stevens - guitarra líder
- Brad Smith - bajo, coros
- Glenn Graham - batería, percusión